# Cybermanifestation

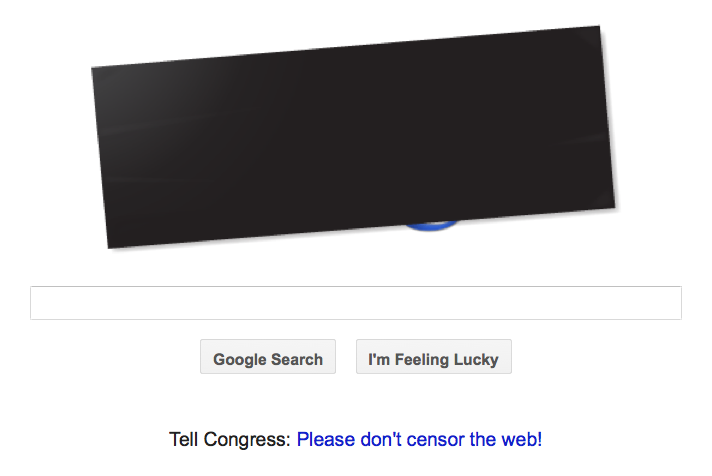
Doodle volontairement censuré par Google en opposition à la proposition de loi américaine SOPA (2012).

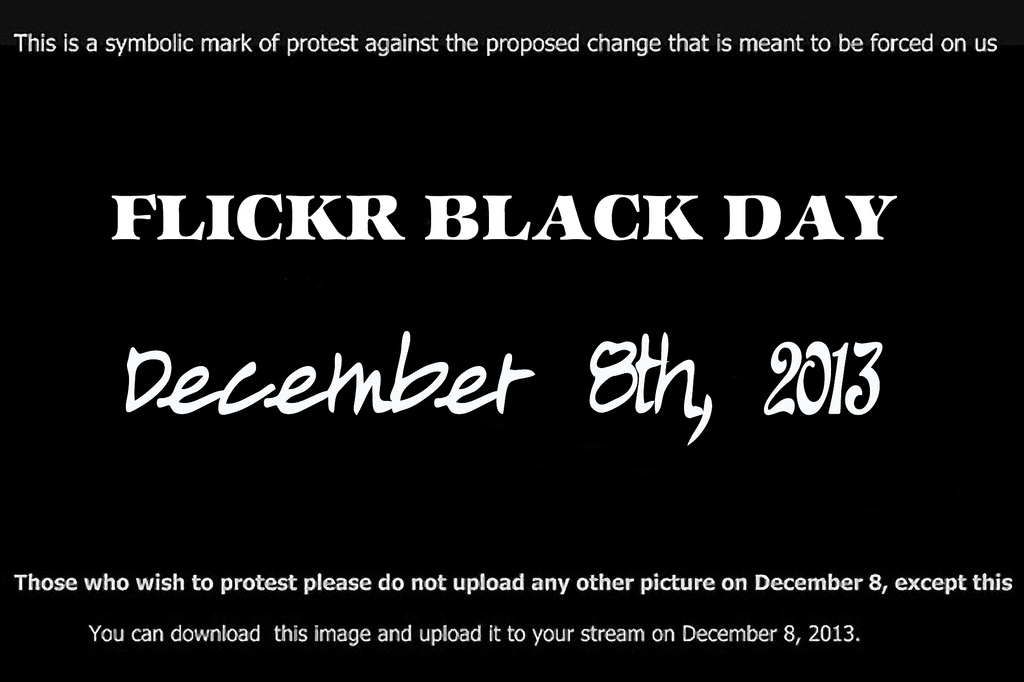
Black out sur Flickr en 2013.

Je suis Charlie, image massivement partagée sur les réseaux sociaux après l'attentat contre Charlie Hebdo en janvier 2015.

Pray for Paris, image massivement partagée sur les réseaux sociaux après les attentats du 13 novembre 2015 en France.

Le 2 juin 2020, un carré noir est massivement partagé sur Instagram dans le cadre du Blackout Tuesday.

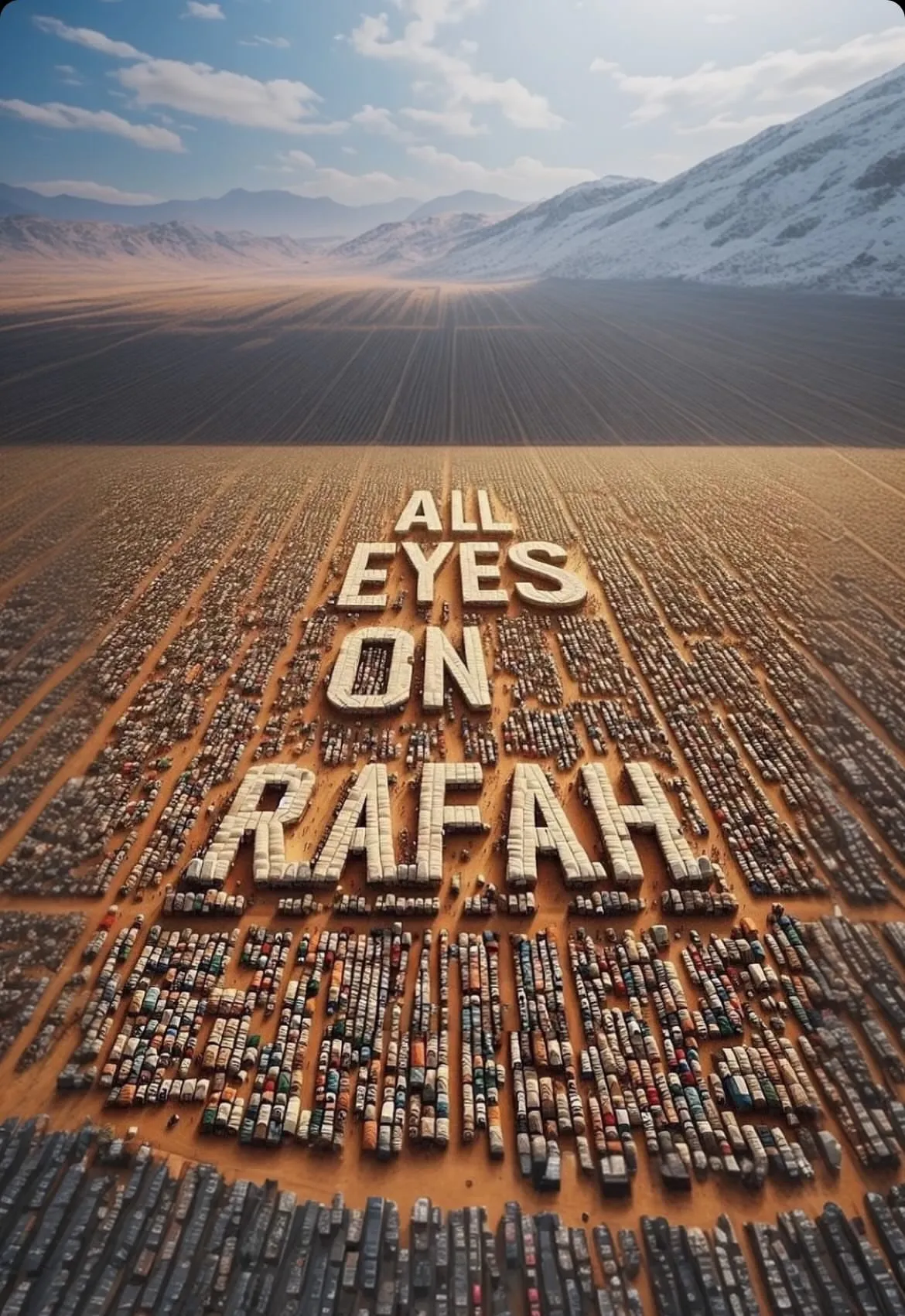
All eyes on Rafah, image massivement partagée sur les réseaux sociaux après l'offensive israélienne sur Rafah en 2024.

Une cybermanifestation (ou cyber-riposte), est une manifestation qui se déroule sur internet. Elle peut être à l'initiative d’activistes ou de groupes de pression mais aussi de joueurs lorsqu'il s'agit de montrer son mécontentement sur un jeu vidéo.

## Cybermanifestations notables

### Manifestation contre une décision dans un jeu vidéo
- 2005 : The Million Gnome March aussi appelée Warrior Protest, sur le jeu World of Warcraft. Les joueurs ont manifesté en incarnant des personnages de la classe gnome de niveau 1 à la suite de changements sur la classe guerrier ayant subi plusieurs nerfs (diminution de la puissance de la classe sur plusieurs aspects)[3],[4],[2].
- 2011 : Manifestation au point d'échange Jita sur le jeu Eve Online. Près de 1000 pilotes se sont retrouvés autour de la station et ont volé pendant plusieurs heures afin d'exprimer leur mécontentement à la suite de la mise en boutique d'un monocle vendu 70 vrais dollars mais aussi vis-à-vis des mécaniques pay-to-win ajoutées récemment dans le jeu.

### Manifestation contre un gouvernement
- 2008 : Manifestation virtuelle 24h contre la censure sur le site internet de Reporters sans frontières (RSF). L'organisation souhaite « dénoncer la censure exercée par certains gouvernements et réclamer plus de libertés sur Internet » en permettant aux personnes de se créer un avatar et de choisir le message de leur banderole pour manifester virtuellement dans neufs pays considérés par RSF comme les pires en matières de censure : Birmanie, Chine, Corée du Nord, Cuba, Égypte, Érythrée, Tunisie, Turkménistan et Vietnam[5].

### Manifestation contre une entreprise
- 2011 : Manifestation des salariés italiens contre IBM sur le jeu Second Life à l'initiative du syndicat international Union Network International[6].